# Тенаки Спрингс (Аљаска)
Тенаки Спрингс (енгл. Tenakee Springs) град је у америчкој савезној држави Аљаска.

## Демографија
По попису из 2010. године број становника је 131, што је 27 (26,0%) становника више него 2000. године.
| Група             | 2000.      | 2010.       |
| Белци             | 91 (87,5%) | 122 (93,1%) |
| Афроамериканци    | 0 (0,0%)   | 1 (0,8%)    |
| Азијати           | 1 (1,0%)   | 1 (0,8%)    |
| Хиспаноамериканци | 3 (2,9%)   | 2 (1,5%)    |
| Укупно            | 104        | 131         |